# Aragon, Novi Meksiko
Aragon (špa. Aragón) je popisom određeno mjesto i neuključeno područje u okrugu Catronu u američkoj saveznoj državi Novom Meksiku. Prema popisu stanovništva SAD 2010. ovdje je živjelo 94 stanovnika.

## Povijest
Blizu Aragona, na sjeveru klanca Tularose, nalazi se pećina koja je bila naseljena od 400. pr. Kr. do 1100. godine.
Aragon je na mjestu bivše utvrde Fort Tularosa 33°52′52″N 108°32′18″W / 33.88111°N 108.53833°W, sagrađene 1872. radi zaštite Apache Indian Agency od Ojo Caliente bande Apača. Utvrda je napuštena kad se pleme vratilo u rezervat Ojo Caliente 1874. godine. Drvene zidine postavljene su na mjestu stare utvrde 1880. godine. Postavili su ih vojnici Buffalo Soldier koje je vodio narednik George Jordan. Jordan je primio medalju časti zbog vođenja skupine od 25 ljudi radi odbijanja indijanskog napada u kojem je sudjelovalo više od sto Indijanaca u bitci za Fort Tularosu.
Jedini preostali dokaz postojanja utvrde je grobište vojnika koji su služili u Teritoriju Arizone.
Današnje naselje nosilo je ime "Joseph" od 1887. do 1898. i od 1901. do 1906. godine. Od 1906. nosi ime "Aragon", prema staroj španjolskoj obitelji koja i danas živi ovdje. 
Pošta iz Apache Creeka premještena je u Aragon 1960-ih. 
- Rijeka
- Cesta
- Crkva Santo Niño

## Zemljopis
Nalazi se na 33°52′48″N 108°32′24″W / 33.88000°N 108.54000°W. Prema Uredu SAD-a za popis stanovništva, zauzima 21,90 km2 površine, sve suhozemne.
Nalazi se na rijeci Tularosi.

## Stanovništvo
Prema podatcima popisa 2010. ovdje je bilo 94 stanovnika, 57 kućanstava od čega 22 obiteljska, a stanovništvo po rasi bili su 80,9% bijelci, 0,0% "crnci ili afroamerikanci", 0,0% "američki Indijanci i aljaskanski domorodci", 0,0% Azijci, 0,0% "domorodački Havajci i ostali tihooceanski otočani", 16,0% ostalih rasa, 3,2% dviju ili više rasa. Hispanoamerikanaca i Latinoamerikanaca svih rasa bilo je 60,6%.